# Hopewell (Pensilvania)
Hopewell es un borough ubicado en el condado de Bedford en el estado estadounidense de Pensilvania. En el año 2000 tenía una población de 222 habitantes y una densidad poblacional de 709.2 personas por km².

## Geografía
Hopewell se encuentra ubicado en las coordenadas 40°8′2″N 78°30′15″O / 40.13389, -78.50417.

## Demografía
Según la Oficina del Censo en 2000 los ingresos medios por hogar en la localidad eran de $24,500 y los ingresos medios por familia eran $35,417. Los hombres tenían unos ingresos medios de $25,833 frente a los $14,000 para las mujeres. La renta per cápita para la localidad era de $11,438. Alrededor del 20.3% de la población estaba por debajo del umbral de pobreza.